# Nathanael Matthaeus von Wolf
Nathanael Matthaeus von Wolf (Chojnice, oeste da Prússia Real, 24 de janeiro de 1724 — Dantzig, 15 de dezembro de 1784) foi um médico e naturalista alemão.